# Kalu Uche
Kalu Uche (Aba, Nigeria, 15 de noviembre de 1982) es un exfutbolista nigeriano que jugó como delantero.
Es hermano del también futbolista Ikechukwu Uche.

## Trayectoria
Debutó como profesional en el R. C. D. Espanyol B en el año 2000.
En el período de fichajes de invierno de la temporada 2001-02 fue traspasado al Wisła Cracovia, con el que jugó la UEFA.
En el año 2004 fue cedido al F. C. Girondins de Burdeos, aunque allí permanecería tan solo un año puesto que en 2005 fue repescado por el Wisła Cracovia y traspasado a la U. D. Almería. Con el equipo andaluz ascendió a la Primera División de España en el año 2007 en un partido contra la S. D. Ponferradina en el que se empezó perdiendo y después remontó con goles de José Ortiz Bernal y del propio Kalu Uche. 
Su primer gol en la Primera División lo marcó en la temporada 2007-08 en un empate a 2 contra el R. C. D. Espanyol. Poco después, volvió a anotar frente al Real Madrid C. F. en el Estadio Santiago Bernabéu.
En la temporada 2009-10 logró marcar un total de 9 goles, su mejor registro en Primera, ayudando al equipo a volver a alcanzar la permanencia por tercera campaña consecutiva.
Tras el descenso del Almería en 2011 firmó por el Neuchâtel Xamax por dos años, pero pronto se desvinculó de dicho equipo y se fue al R. C. D. Espanyol.
El 11 de marzo de 2012 marcó un "hat-trick" con el Espanyol frente al Rayo Vallecano. Terminó el campeonato marcando otros tres goles (6 en total) y fue traspasado al Kasımpaşa SK. Tras una enorme temporada en el conjunto turco, en la que marcó 20 goles en treinta y cinco partidos, fue traspasado al El Jaish SC de Catar, allí no triunfó tanto, aunque si consiguió anotar unos cuantos goles. La temporada siguiente cambia de equipo en Catar, firmando por el Al Rayyan, en el que conseguiría unos números espectaculares: 14 goles en un total de 11 partidos.
En el mercado invernal de 2015, se desvincula del Al Rayyan, y firmó por el Levante U. D., regresando así a la Primera División de España. Llega hasta final de temporada, con opción a una campaña más.
En verano de 2015 es traspasado al Football Club of Pune City de la Indian Super League
En el mercado de invierno de 2015 volvió a la que fue su casa durante seis años, la U. D. Almería, para intentar mantener la categoría y no bajar a 2.ª B. Quedó libre al final de temporada.
En el mercado de invierno de 2016 volvió a la Unión Deportiva Almería donde jugaría su tercera etapa como rojiblanco. Volvió a quedar libre a final de temporada.
Tras salir de la U. D. Almería, se marcharía a la India para jugar dos temporadas en el Delhi Dynamos y en el ATK, respectivamente.
El 29 de enero de 2021, con 38 años, firmó por el Águilas F. C. que por aquel entonces militaba en la Tercera División de España.

## Selección nacional
Ha sido internacional con la selección de fútbol de Nigeria desde 2003 hasta 2013.

### Participaciones en Copas del Mundo
| Mundial                        | Sede      | Resultado      | Partidos | Goles |
| ------------------------------ | --------- | -------------- | -------- | ----- |
| Copa Mundial de Fútbol de 2010 | Sudáfrica | Fase de grupos | 3        | 2     |

### Participaciones en Copa de África
| Copa de África                 | Sede   | Resultado    | Partidos | Goles |
| ------------------------------ | ------ | ------------ | -------- | ----- |
| Copa Africana de Naciones 2010 | Angola | Tercer lugar | 3        | 0     |

## Clubes
| Club                                   | País    | Año       | Partidos | Goles |
| -------------------------------------- | ------- | --------- | -------- | ----- |
| Enyimba International F. C.            | Nigeria | 1997-1998 | 18       | 12    |
| Heartland F. C. (Iwuanyanwu Nationale) | Nigeria | 1998-2000 | 25       | 18    |
| R. C. D. Espanyol "B"                  | España  | 2000-2001 | 0        | 0     |
| Wisła Cracovia                         | Polonia | 2001-2004 | 61       | 28    |
| F. C. Girondins de Burdeos (cedido)    | Francia | 2004-2005 | 31       | 18    |
| U. D. Almería                          | España  | 2005-2011 | 165      | 58    |
| Neuchâtel Xamax                        | Suiza   | 2011-2012 | 14       | 6     |
| R. C. D. Espanyol                      | España  | 2012      | 18       | 10    |
| Kasımpaşa S. K.                        | Turquía | 2012-2013 | 35       | 20    |
| El Jaish S. C.                         | Catar   | 2013-2014 | 11       | 4     |
| Al Rayyan                              | Catar   | 2014-2015 | 8        | 7     |
| Levante U. D.                          | España  | 2015      | 16       | 5     |
| Pune City                              | India   | 2015      | 11       | 4     |
| U. D. Almería                          | España  | 2016-2017 | 28       | 5     |
| Delhi Dynamos                          | India   | 2017-2018 | 13       | 10    |
| ATK                                    | India   | 2018-2019 | 10       | 1     |
| Águilas F. C.                          | España  | 2021-     |          |       |